# Mats Elmes
Mats Elmes var ett dansband från Trelleborg i Sverige som existerade 1955-1999.

## Biografi
Bandet startades 1955 av Mats Elmelid (1919–2014) och fyra medmusiker, som Mats Elmes orkester. Elmelid blev kvar i bandet till 1984. Sanna Nielsen som endast var 11 år när hon debuterade i bandet var sångerska 1995-1996. Mats Elmes hörde i mitten av 1990-talet till de dansband i Sverige som hade flest spelningar per år, under 1996 gjorde bandet 165 spelningar. 1996 medverkade Mats Elmes i Sveriges Radios I afton dans.
Bandet gjorde sin sista spelning i september 1999 på Törringelund utanför Malmö. .

## Diskografi

### Album
- 1999 - Sista dansen[5][7]

### Singlar
- 1968 - Den vackraste visan om kärleken[5]
- 1988 - Lyckan kommer, lyckan går[5][7]
- 1993 - När en av två skall gå[5][7]
- 1994 - Så kan det gå/Som stjärnorna på himmelen[5][7]

### Demotape
- 19?? - Mats Elmes orkester live i Höör[5]

### Medverkar även på
- 1984 - Drömmen om en bättre tid - Sirkka-Liisa Koskela (kompband)[5]